# Råckstaån
Råckstaån, å i Södermanland, längd 46 kilometer, avrinningsområde 261 km², varav 74 % skogsmark, 15 % åker- och betesmark, 6 % vatten, 4 % sankmark och 1 % tätortsmark. Råckstaån mynnar i Mälaren nära Mariefred och tillhör Norrströms huvudavrinningsområde.